# Diane la mystérieuse

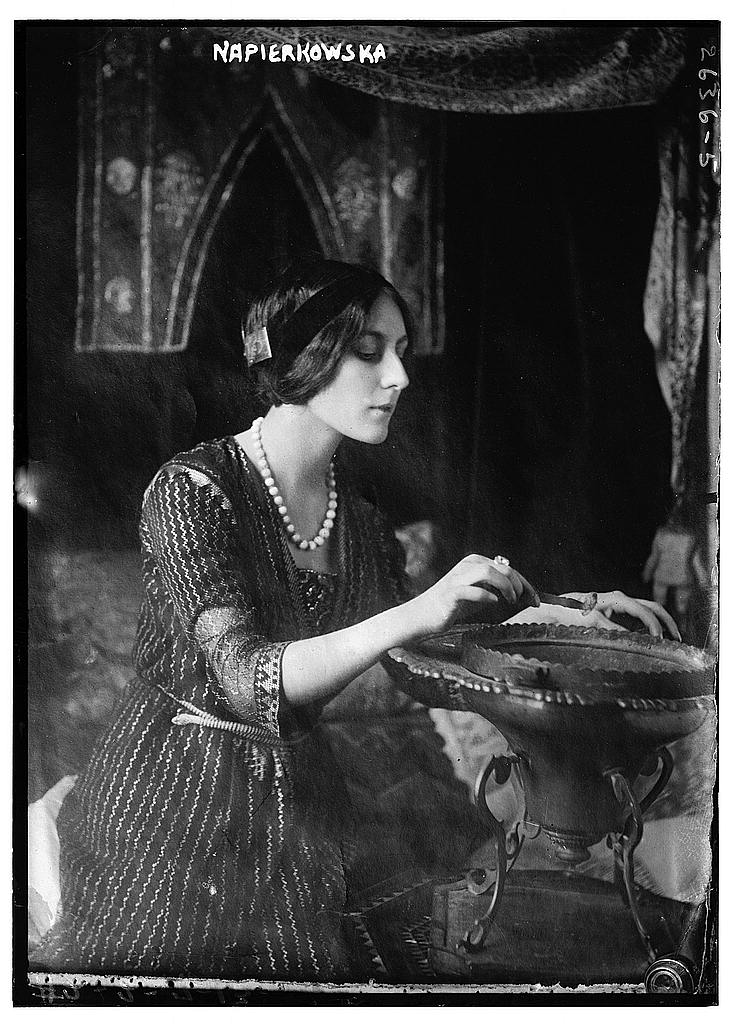
Stacia Napierkowska. Photo prise entre 1910 et 1915

Diane la mystérieuse (La Misteriosa) est un film muet italien réalisé par Ubaldo Pittei, sorti en 1916 en Italie. 

## Fiche technique
- Titre original : La Misteriosa
- Titre français : Diane la mystérieuse
- Réalisation : Ubaldo Pittei
- Scénario :
- Direction artistique :
- Photographie :
- Société de production : Film d'Arte Italiana
- Société de distribution : Pathé Frères
- Pays de production :  Royaume d'Italie
- Langue originale :
- Format : Noir et blanc — 35 mm — 1,33:1 — Muet
- Durée : 1 580 mètres
- Dates de sortie : 
  - Italie : décembre 1916;
  - France : 30 mars 1917[1]

## Distribution
- Stacia Napierkowska
- Ernesto Sabbatini

## Sources
- Fondation Jérôme Seydoux
- Henri Bousquet, De Pathé frères à Pathé Cinéma (1915-1927), Bures-sur-Yvette, Éditions Henri Bousquet, 1994-2004